# Minskaja Woblasz
Die Minskaja Woblasz (belarussisch Мінская вобласць; russisch Минская область/Minskaja Oblast) ist ein Verwaltungsbezirk im zentralen Belarus. Hauptstadt der Woblasz ist Minsk (belar. Мінск; russ. Минск), das ihr jedoch selbst nicht angehört, sondern als Hauptstadt von Belarus einen Sonderstatus hat. Im Norden der Woblasz liegt der See Naratsch, der größte Binnensee des Landes und das wichtigste Ziel für den Inlandstourismus.

## Daten
Die Minskaja Woblasz liegt im Zentrum von Belarus und hat als einzige keine internationale Grenze. Sie nimmt 19,4 % der Landesfläche ein, und 15,3 % der Gesamtbevölkerung des Landes leben hier. Zur Woblasz gehören 22 Kreise, 307 Dorfsowjets, 22 Städte, darunter 8 Städte der Gebietsunterordnung und 20 städtische Siedlungen. Die Woblasz umfasst rund 40.800 km² und zählt 1.503.000 Einwohner (2004).

## Geschichte
Die Minskaja Woblasz wurde am 15. Januar 1938 innerhalb der Weißrussischen SSR gegründet, als diese in Gebiete eingeteilt wurde. Von Juni 1941 bis 1944 war das Gebiet des heutigen Belarus deutsch besetzt, im Generalbezirk Weißruthenien war die Gegend um Minsk als Bezirk Minsk-Land eingegliedert. Am 20. September 1944 wurden mehrere Rajons zur Bildung der Babrujskaja Woblasz abgetrennt. Am 14. Mai 1946 wurde die Stadt Minsk aus der Minskaja Woblasz ausgegliedert, blieb aber Verwaltungszentrum. Bei der Auflösung der Babrujskaja Woblasz und der Baranawizkaja Woblasz am 8. Januar 1954 und der Maladsetschanskaja Woblasz am 20. Januar 1960 wurde jeweils ein Teil der Rajons in die Minskaja Woblasz eingegliedert.

## Rajone (Bezirke)
- Rajon Baryssau
- Rajon Berasino
- Rajon Dsjarschynsk
- Rajon Kapyl
- Rajon Klezk
- Rajon Krupki
- Rajon Lahojsk
- Rajon Ljuban
- Rajon Maladsetschna
- Rajon Minsk
- Rajon Mjadsel
- Rajon Njaswisch
- Rajon Puchawitschy
- Rajon Salihorsk
- Rajon Sluzk
- Rajon Smaljawitschy
- Rajon Staryja Darohi
- Rajon Stoubzy
- Rajon Tscherwen
- Rajon Usda
- Rajon Waloschyn
- Rajon Wilejka

## Städte
Die Einwohnerzahlen der aufgeführten Städte geben den Stand am 1. Januar 2004 wieder. Die ggf. abweichende russische Bezeichnung wird in Kursivschrift angegeben.
- Baryssau Borissow – 150.400
- Salihorsk Soligorsk – 101.400
- Maladsetschna Molodetschno – 98.400
- Sluzk – 62.300
- Schodsina Schodino – 60.800
- Wilejka – 30.000
- Dsjarschynsk Dserschinsk – 24.600
- Marjina Horka Marjina Gorka – 23.400
- Stoubzy Stolbzy – 16.900
- Njaswisch Neswisch – 14.300
- Smaljawitschy Smolewitschi – 14.200
- Saslauje Saslawl – 13.500
- Berasino – Beresino – 13.100
- Fanipal – Fanipol – 11.900
- Ljuban – 11.800
- Staryja Darohi Starye Dorogi – 11.700
- Waloschyn Woloschin – 11.400
- Kapyl Kopyl – 10.700
- Klezk – 10.600
- Tscherwen – 10.500
- Krupki – 8.300